# Birgitta Götestam
Ragnhild Birgitta Götestam, född 2 september 1946 i Örebro, död 8 oktober 2018 i Högalids distrikt i Stockholm, var en svensk regissör, skådespelare och manusförfattare. Hon var syster till Staffan Götestam.

## Biografi
Efter studentexamen på Karolinska läroverket i Örebro studerade Götestam vid Stockholms universitet, Balettakademien och Dramatiska Institutet. I slutet av 1960-talet blev hon skådespelare vid Riksteatern, spelade även bland annat i Staffan Westerbergs uppsättning Bland stubbar och troll och fick sedan engagemang vid Länsteatern i Örebro. Hon var gift med Peter Flack 1974–1986 och tillsammans startade de revyerna i Örebro, varav vissa också spelades på Intiman i Stockholm. Götestam arbetade i 17 år med revyerna som regissör, medförfattare och artist. Hon regisserade och skrev även ett stort antal TV-program för Sveriges Television och tillsammans med Flack gjorde hon satirserien Nybäddat (1981) och barnprogramsserien Svenska Sesam (1981–1982). Hennes humorprogram Nu är det damernas belönades med guldrosen i Montreux 1982. Även TV-programmet Handväskan (1982) belönades med pris i Montreux. Hon regisserade på 1980-talet även musikshower med bland andra Carola Häggkvist.
Tillsammans med brodern Staffan Götestam tog hon 1986 över ledningen för Göta Lejon där hon regisserade sina egna musikaler, antivåldsberättelsen Tjuren Ferdinand (1984) med Niklas Wahlgren och Ulla Sallert och Ringo (1986) med musik av Göran Arnberg och Magnus Fermin. Hon flyttade 1988 till London, där hon skrev och regisserade sin egen pjäs Europe My Country. Som förespråkare för europeisk samverkan ansvarade hon för kulturområdet inom stiftelsen Ja till Europa vid Folkomröstningen om EU-medlemskap i Sverige 1994. Sedan år 2000 bodde hon åter i Sverige och bedrev kurser i personlig utveckling.

## Diskografi
Album
- Trollgas Adventskalender (1975)
- Hallå Trollmor
- Solen har två tänder
- Svenska Sesam album ett
- Svenska Sesam album två
- Musikalen Ringo
- Musikalen Tjuren Ferdinand

## Teater

### Roller
| År   | Roll       | Produktion                                                              | Regi                 | Teater          |
| ---- | ---------- | ----------------------------------------------------------------------- | -------------------- | --------------- |
| 1972 |            | Pampen Lars Björkman                                                    | Stig Ossian Eriksson | Örebroensemblen |
| 1972 | Babet      | Herrn går på jakt (Monsieur chasse!) Georges Feydeau                    | Peter Flack          | Örebroensemblen |
| 1973 | Svägerskan | Den goda människan i Sezuan (Der gute Mensch von Sezuan) Bertolt Brecht | Jan Håkansson        | Örebroensemblen |
| 1975 |            | Och så kom det en gosse! Carl Hammarén                                  | Peter Flack          | Örebroensemblen |

### Regi (ej komplett)
| År   | Produktion                  | Upphovsmän                                                                           | Teater      |
| ---- | --------------------------- | ------------------------------------------------------------------------------------ | ----------- |
| 1980 | Sex damer i leken, revy     |                                                                                      | Intiman     |
| 1985 | Fantasticks The Fantasticks | Harvey Schmidt och Tom Jones                                                         | Riksteatern |
| 1986 | Ringo                       | Birgitta Götestam, Göran Arnberg och Magnus Fermin                                   | Göta Lejon  |
| 1987 | Tjuren Ferdinand            | Birgitta Götestam, Andreas Aarflot, Mats Lindberg, Lennart Simonsson och Ari Stockås | Göta Lejon  |

## Radioteater

### Roller
| År   | Roll | Produktion           | Regi          |
| ---- | ---- | -------------------- | ------------- |
| 1971 |      | Pampen Lars Björkman | Lars Björkman |